# متحف أبابطين التراثي
متحف «عبد الله بن محمد أبابطين التراثي» هو متحف تراثي يقع في مزرعة عبد الله بن محمد أبابطين «العائذية» بروضة سدير. افتتح المتحف الأمير أحمد بن عبد العزيز يوم 1436/02/13هـ، يضم أكثر من 5000 قطعة تراثية، تحكي واقع إقليم سدير قديماً من حيث طبيعة الأعمال المهنية والحرفية والزراعية، والمخطوطات والعملات والأسلحة التراثية والخرائط.

## التأسيس والموقع
أسس هذا المتحف عبد الله بن محمد أبابطين حيث تم افتتاحه يوم 1436/02/13هـ برعاية كريمة من صاحب السمو الملكي الأمير أحمد بن عبد العزيز. يقع متحف أبابطين التراثي في روضة سدير على بعد مائة وسبعين كيلومتر، شمال غرب الرياض.

## مقتنيات المتحف
يضم المتحف أكثر من 5000 قطعة تراثية متنوعة يقارب من 1000 عام منها عملات إسلامية تاريخية، وتراث شعبي، وأجهزة قديمة، وأحجار كريمة، كما يضم كل ما هو قديم في مجموعة نادرة من الأدوات والملابس والمراسلات والأسلحة التي تعود لفترات سابقة، بجانب مجموعة كبيرة ومتنوعة من التراثيات الأخرى النادرة.
ويوجد في المتحف قسمًا للأسلحة القديمة يرجع بعضها إلى 300 عام، وقسما للوثائق والمخطوطات والكتب النادرة، وقسما لخرائط الجزيرة العربية، وقسما للعملات الإسلامية، وقسمًا للأدوات الخشبية والنحاسية وقسما للصحف القديمة وقسما للأجهزة القديمة.
كما يحتوي على أدوات قديمة لإعداد القهوة وأدوات للطبخ، وركن للمرأة يضم الملابس النسائية والحلي وأدوات التجميل والخياطة، والأحجار الكريمة، وأغراض البقالة قديماً، بالإضافة للعديد من الاستعمالات الحرفية والزراعية القديمة والتراثيات.
رشح متحف «عبد الله أبابطين التراثي» لجائزة التميز السياحي عن «فئة المتاحف الخاصة 2019».
شهد فيه حفل برنامج تطوعي شبابي في مدن ومحافظات سدير وجلاجل والأرطاوية وتمير بمنطقة الرياض وكرم فيه الشباب المشاركين والجهات الحكومية المشاركة، حيث قال محمد بن عبد الله أبابطين، المشرف العام على ملتقى أبابطين، إن البرنامج يهدف لغرس قيمة نظافة الأودية والمتنزهات لدى الأبناء والمساهمة في حفظ الممتلكات العامة والعناية بها لدى الشباب.

## أهداف المتحف
- جمع الوثائق والمخطوطات خصوصًا المراسلات القديمة من الإمام تركي بن عبد الله والإمام فيصـل بن تركي والإمام عبد الله بن فيصل والإمام سعود بن فيصل والإمام خالد بن سعود، والإمام موحد الجزيرة الملك عبد العزيز بن عبد الرحمن آل فيصل، إلى جانب وثائق أسرية لها مئات السنين، كذلك مجموعة قليلة من المخطوطات وبعضها يزيد عمره عن 300 عام.
- المشاركة في العديد من المزادات والمعارض التراثية وجمع مايزيد عن 5 آلاف قطعة تراثية أهمها «الأسلحة القديمة والتي بعضها يرجع إلى أكثر من 300 عام، العملات والأوراق النقدية النادرة جدًا، أعداد هائلة من التراثيات».
- الربط التاريخي والعمراني والتراثي القديم المتمثل بمنطقة سدير ونجد وبعض مناطق المملكة من أجل التسهيل على الباحث والدارس أن تتوفر لديه المادة العلمية في مكتبة سدير الوثائقية والمادة العينية، مثل «الاستخدامات الزراعية والحرفية وصناعة الملابس وصناعة بعض المعادن والاستخدامات المنزلية»، بمعنى أن الباحث يكتب ويصور ما يشاء لأجل إثراء البحث العلمي.

## أقسام المتحف
ينقسم المتحف إلى:
- قسم الأسلحة التراثية: عرض لمجموعة متنوعة من أشكال الأسلحة المستخدمة التراثية القديمة والتي يعود بعضها إلى 300 سنة.
- قسم الوثائق والمخطوطات والكتب النادرة: يتم فيه عرض مجموعة نادرة من مراسلات أسرية قديمة من الإمام تركي بن عبد الله والإمام فيصـل بن تركي والإمام عبد الله بن فيصل والإمام سعود بن فيصل والإمام خالد بن سعود، والإمام موحد هذه الجزيرة الملك عبد العزيز بن عبد الرحمن آل فيصل.
- قسم خرائط الجزيرة العربية: عرض مجموعة متنوعة من خرائط الجزيرة العربية والتي يعود بعضها إلى القرن السادس عشر وكيف كان الشكل الجغرافي للجزيرة في ذلك الوقت.
- قسم العملات الإسلامية: مجموعة متنوعة من الدنانير والدراهم من عهد الدولة الأموية والعباسية إلى العهد الحالي.
- قسم الأدوات الخشبية والنحاسية والزراعية والتراث الشعبي: يضم مجموعة نادرة من الأدوات الخشبية والنحاسية المستخدمة في الزراعة والصناعة.
- قسم الصحف والمجلات السعودية القديمة النادرة منذ عهد المؤسس الملك عبد العزيز: يضم مجموعة من الصحف القديمة والتي كانت تحتوي على أخبار هامة للقارئ.
- قسم الأجهزة القديمة: يضم مجموعة متنوعة من الأجهزة الكهربائية القديمة مثل (تلفزيونات – راديو – كاميرات – هواتف).
- قسم الأدوات: يضم مجموعة متنوعة من أدوات المطبخ القديمة وكذلك أدوات القهوة وكذلك أغراض البقالة قديمًا
- ركن المرأة: يحتوي هذا الركن على مجموعة من الملابس النسائية والحلي وأدوات التجميل والخياطة.
- معرض مجسمات الأماكن التاريخية بإقليم سدير: ويضم أكثر من 30 مجسم تراثي.
- الأحجار الكريمة: ويضم تشكيلة متنوعة من الأحجار الكريمة.
- معرض النخلة ومنتجاتها.
- قسم التعليم قديماً.

## مكتبة سدير الوثائقية
تضم ما يزيد عن  100 ألف كتاب، مخصصة لكل مدينة من مدن سدير، وأجنحة أخرى متنوعة. 

## بيت الفلّاح
يحكي واقع حياة الفلاحة قديماً قبل مائة عام.

## سوق الحزم
تم عمله مطابقاً للموجود في الديرة القديمة، وهي دكاكين تمثل السوق التجاري بروضة سدير.

## معرض صور

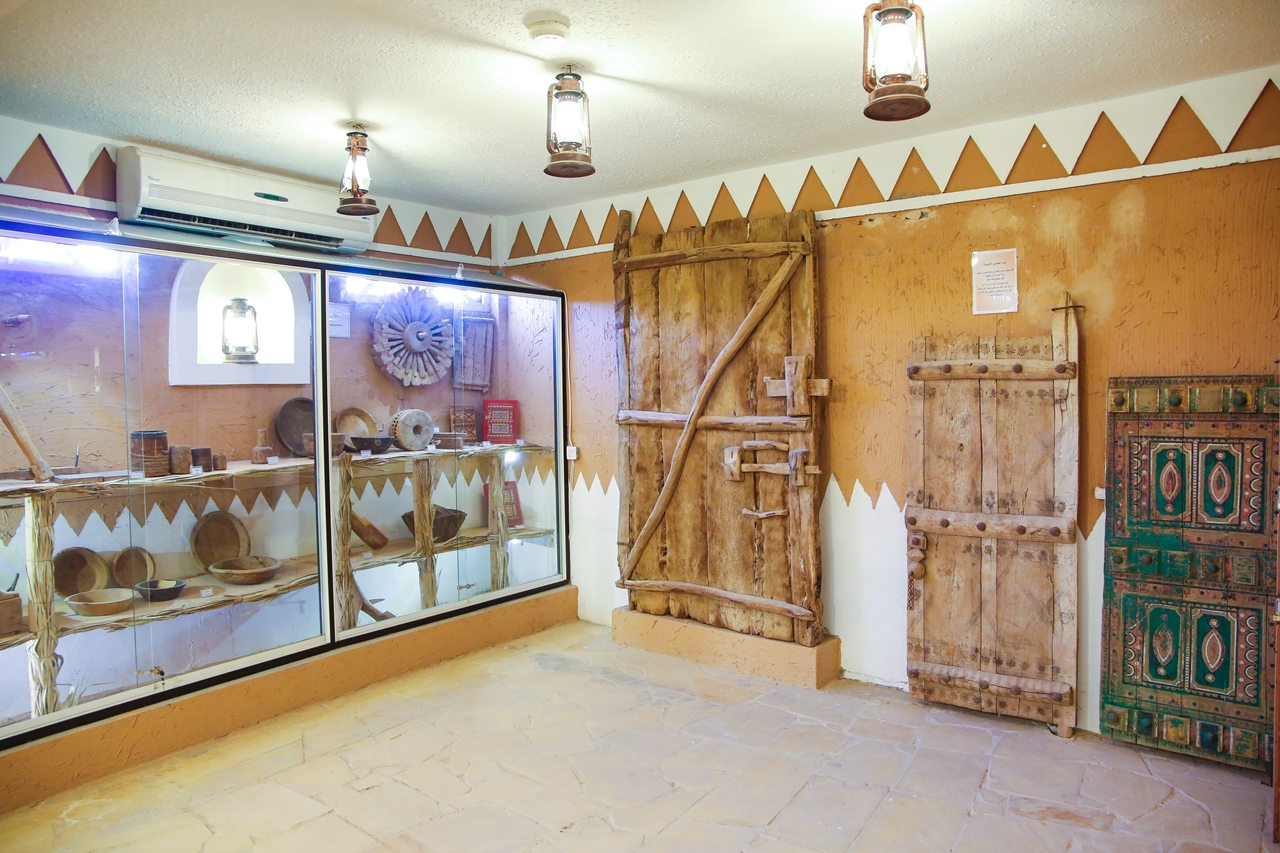
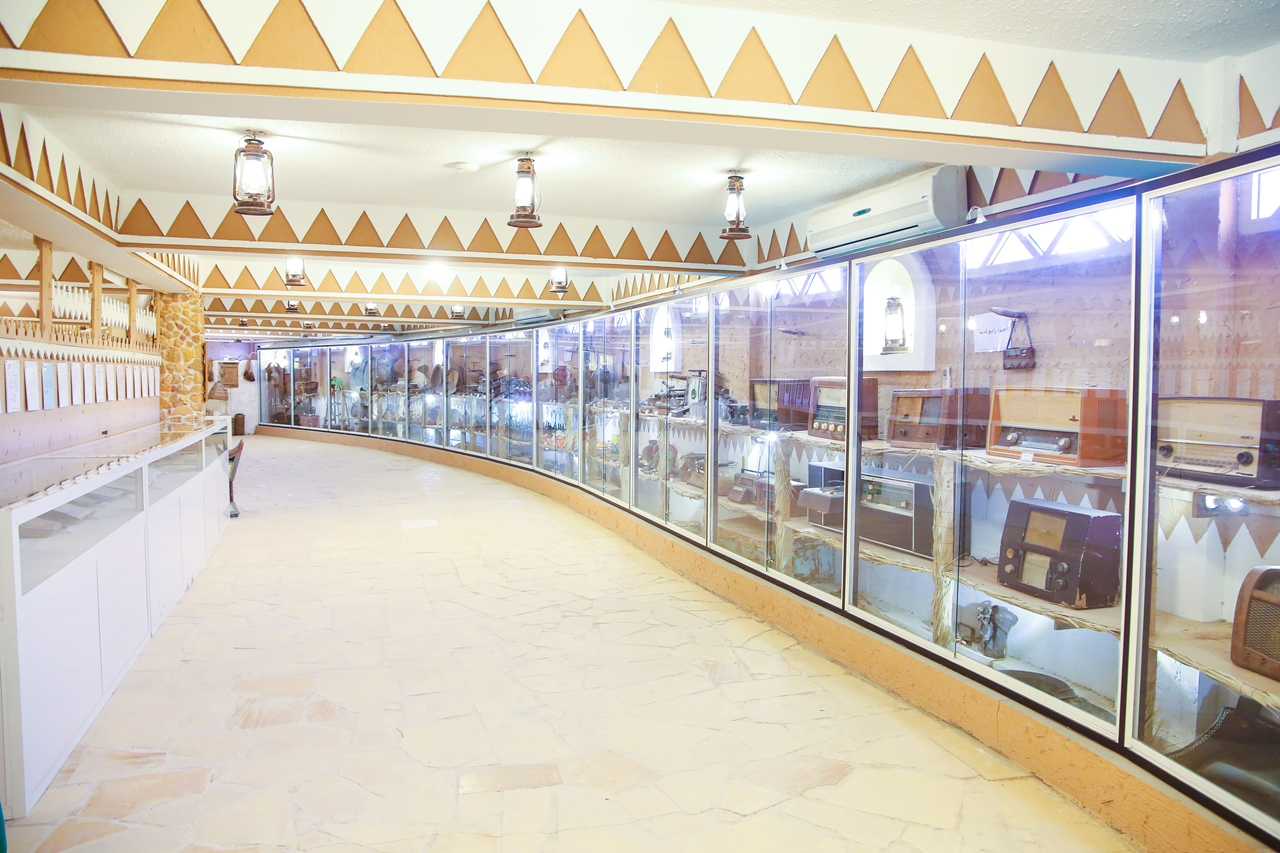
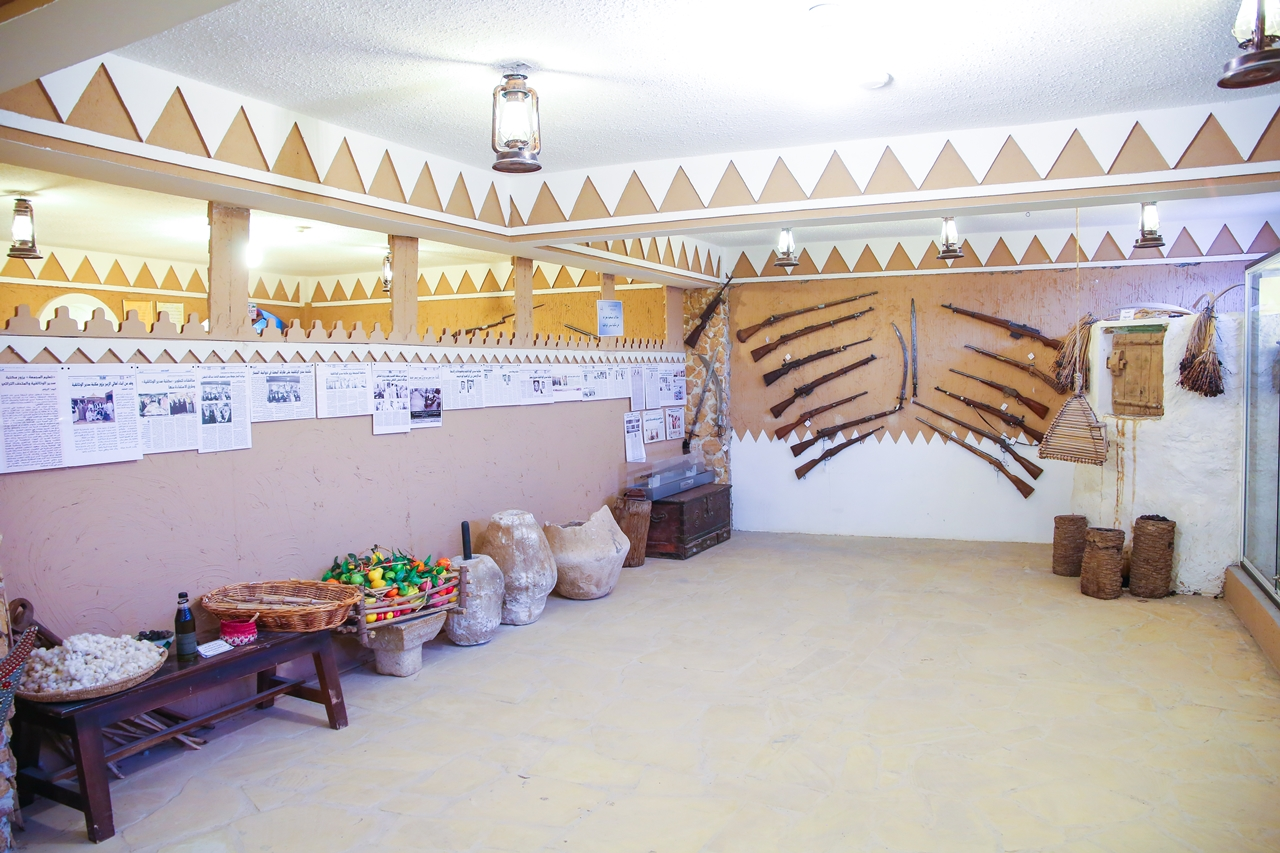
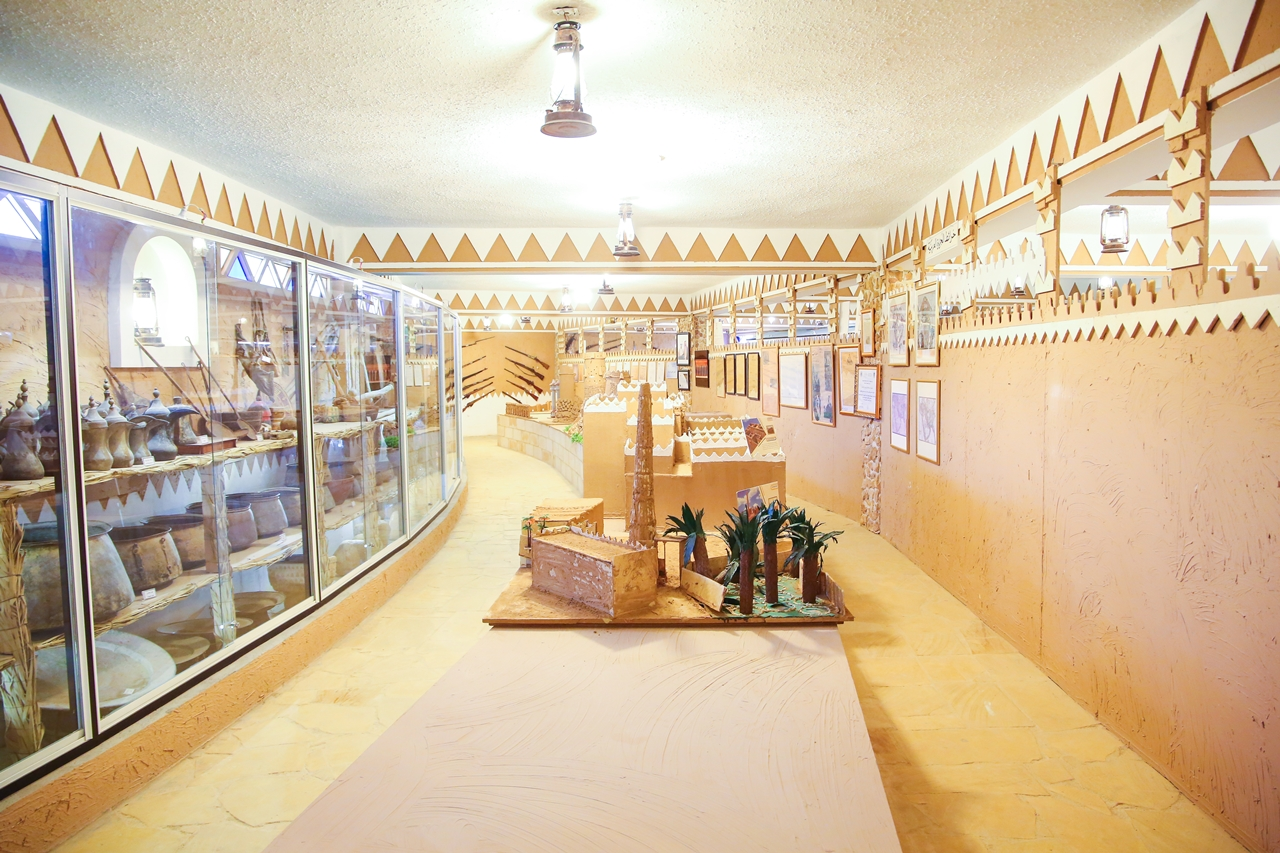
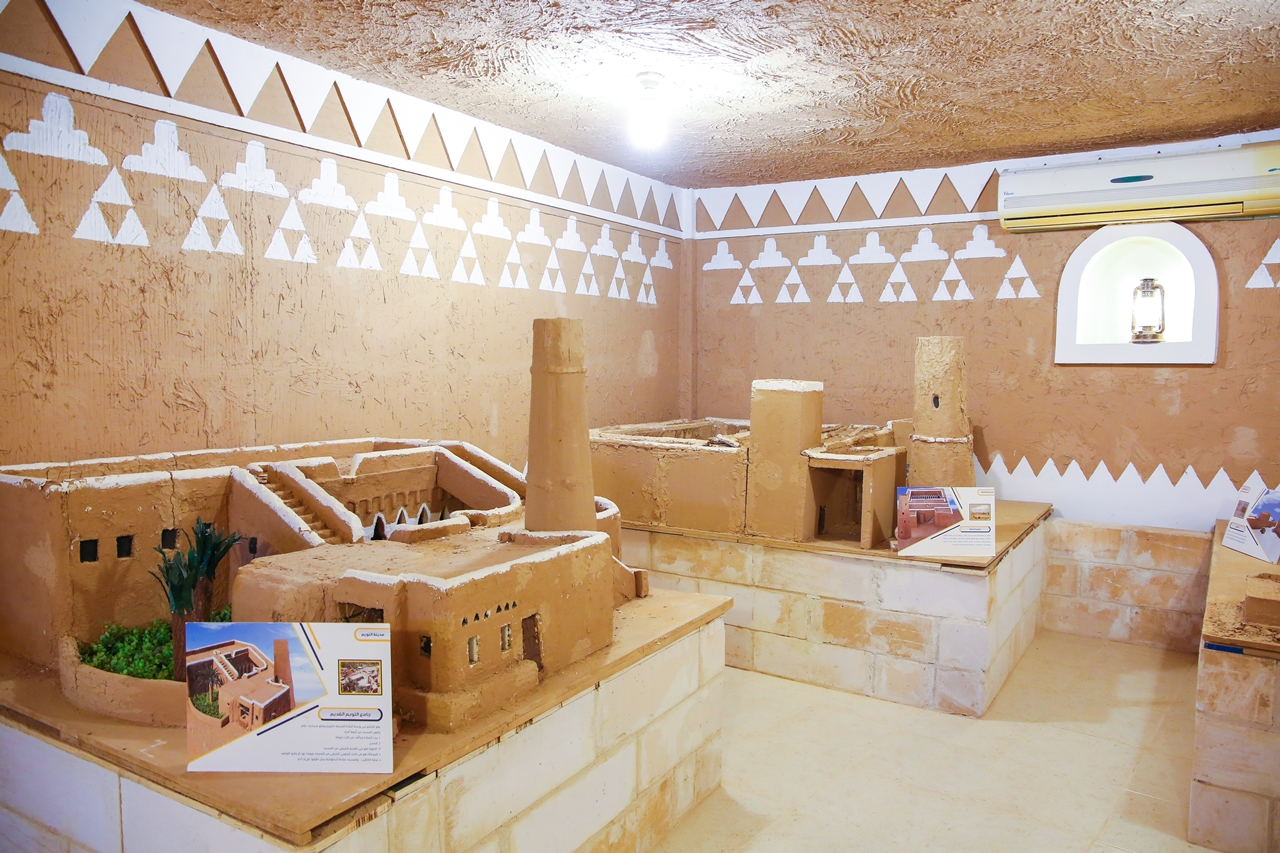
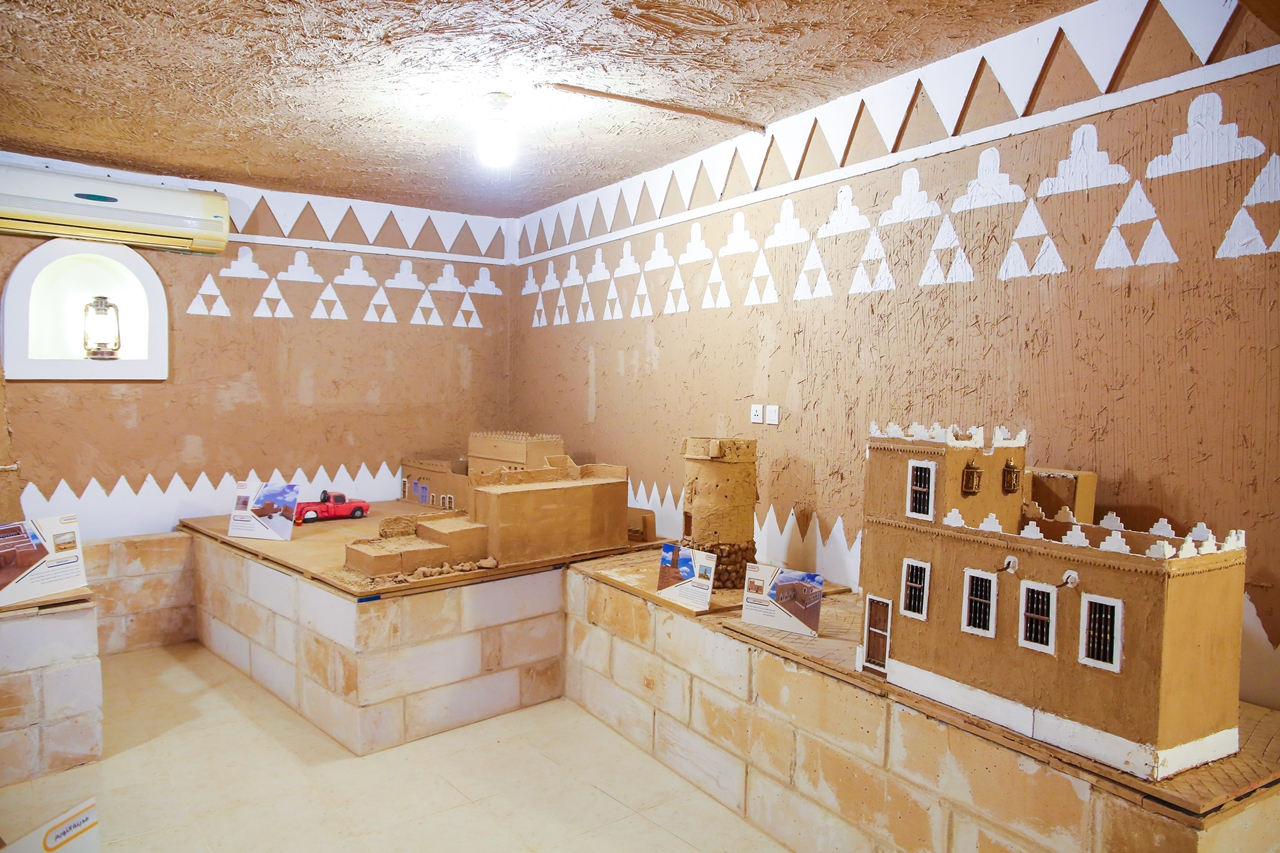
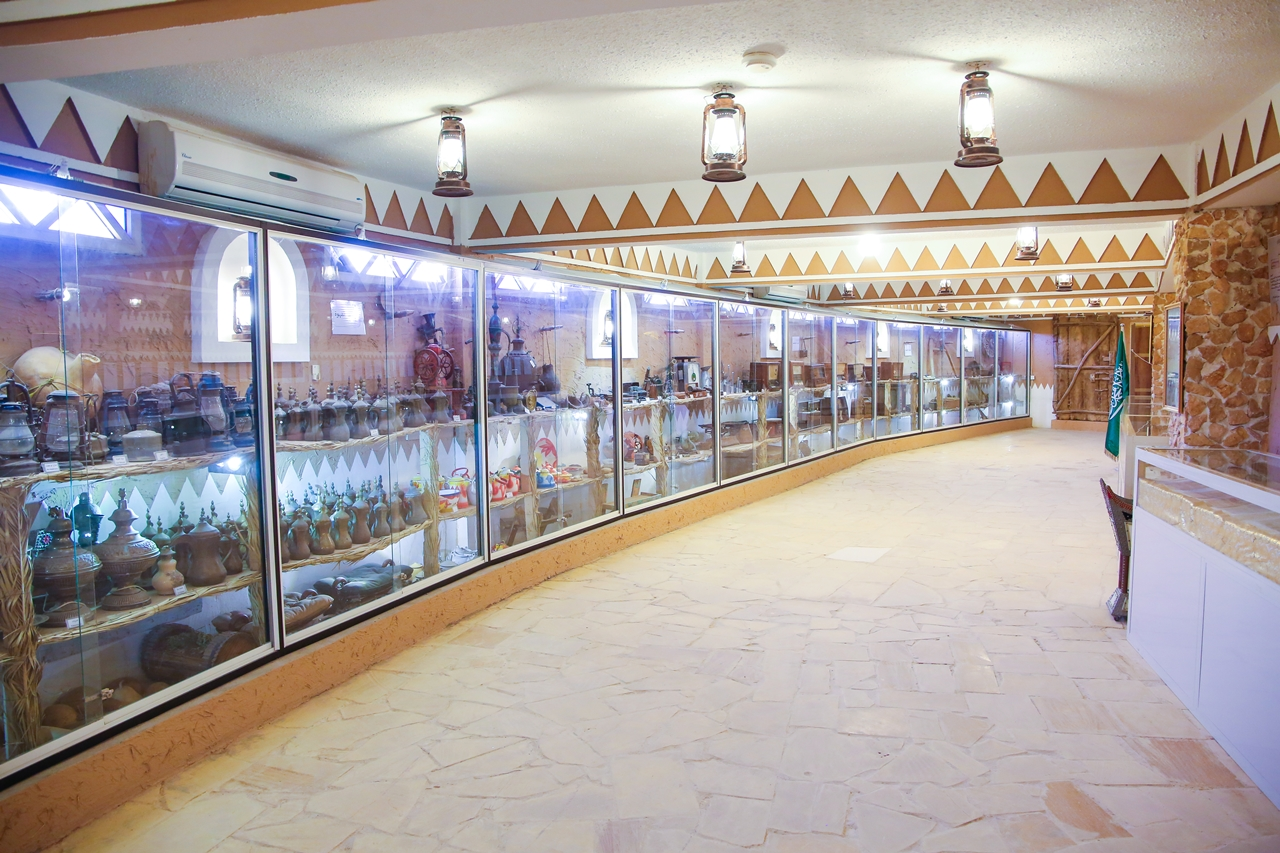
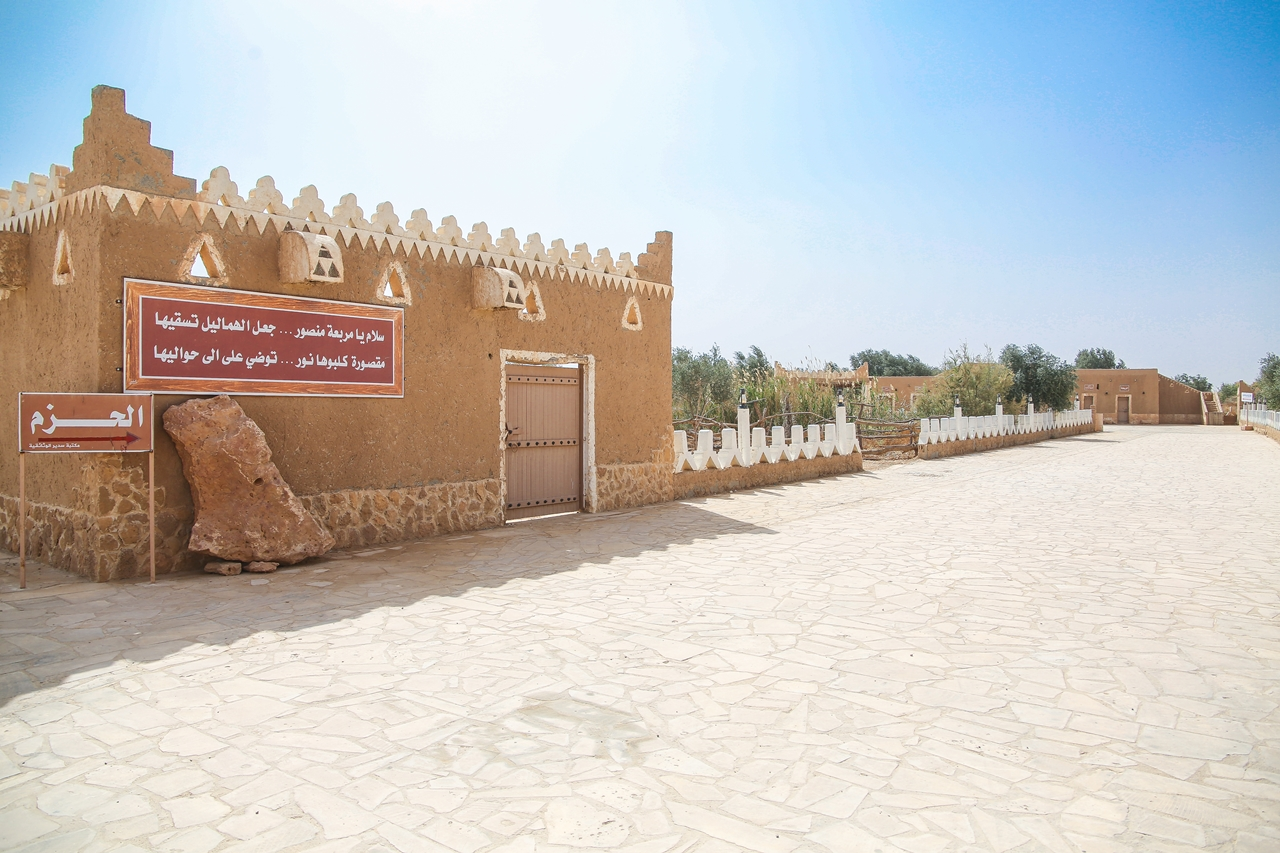
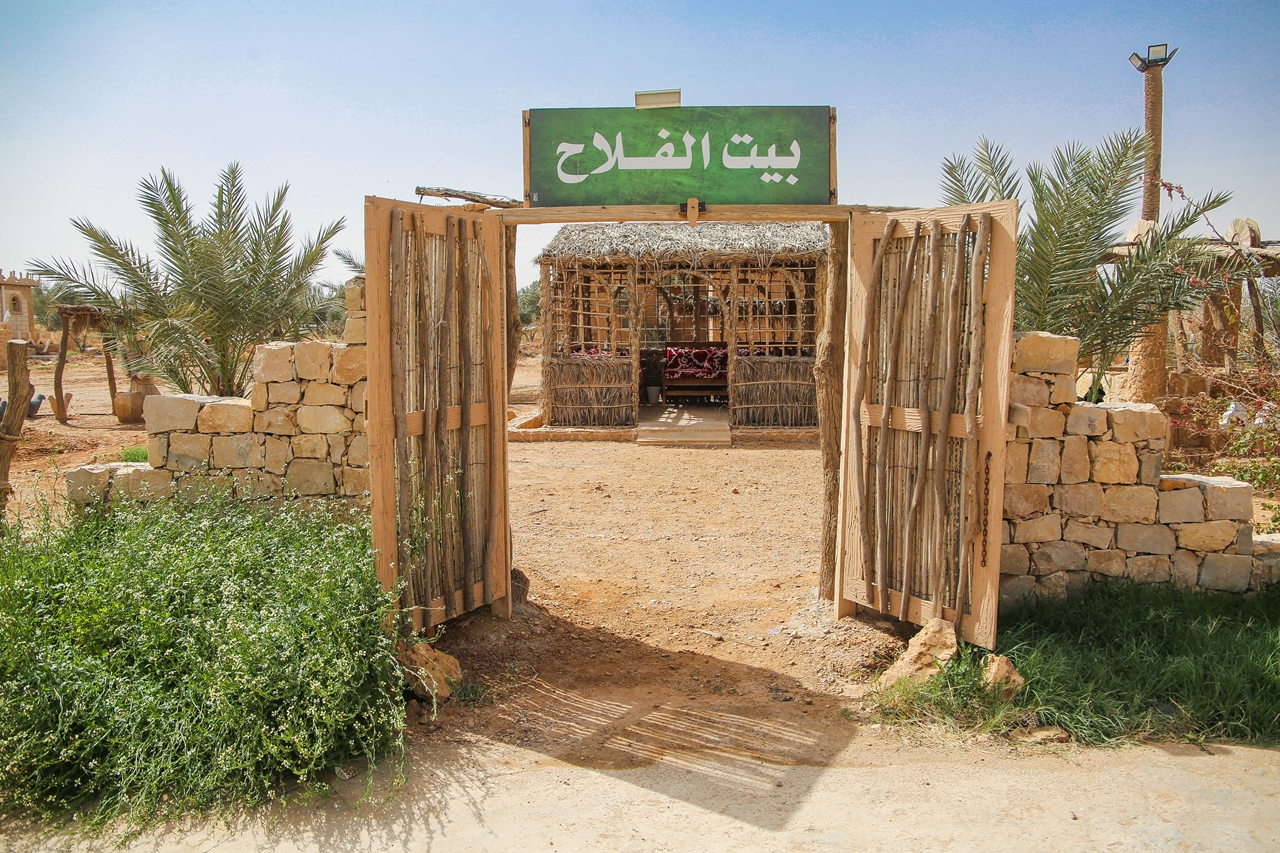
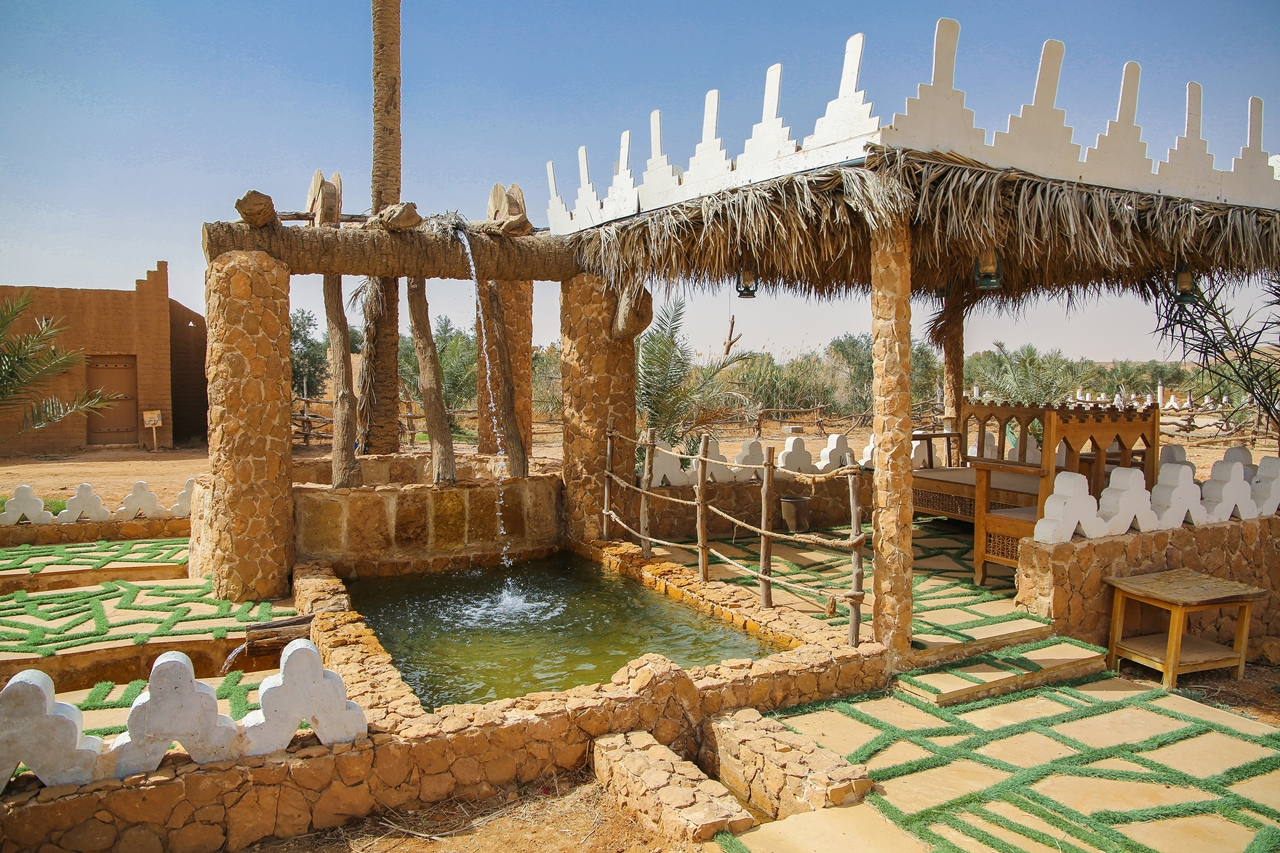
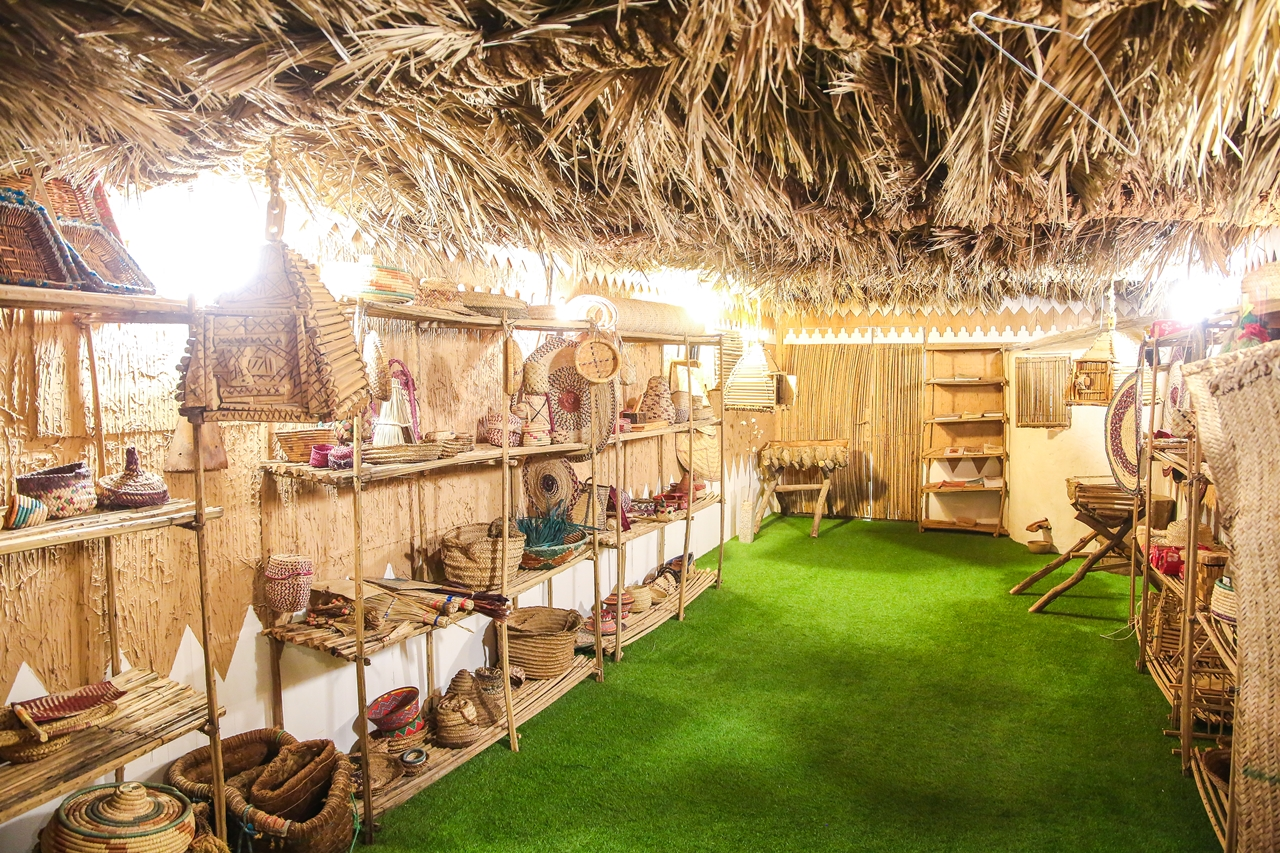